# Influx (biologie)
Met influx wordt in de biologie instroming bedoeld. Het is het tegenovergestelde van efflux of uitstroming.
Met influx wordt bijvoorbeeld de snelheid of mate waarin een stof de cel wordt ingepompt bedoeld. Dit kan zowel een actief als passief proces zijn. De influx verschilt per cel en per stof. De influx kan groter worden door mutatie, grotere concentratiegradiënt, grotere elektrogradiënt en meer poriën.